# آنا سن
آنا سن (روسی: Анна Сергеевна Сень؛ زادهٔ ۳ دسامبر ۱۹۹۰) بازیکن هندبال اهل روسیه است.
وی همچنین برندهٔ جوایزی همچون نشان دوستی شده‌است.